# یواس‌اس کانگورو (آی‌ایکس-۱۲۱)
یواس‌اس کانگورو (آی‌ایکس-۱۲۱) (به انگلیسی: USS Kangaroo (IX-121)) یک کشتی بود که طول آن ۴۴۱ فوت ۶ اینچ (۱۳۴٫۵۷ متر) بود. این کشتی در سال ۱۹۴۳ ساخته شد.